# Lama scarlatta
Lama scarlatta (The Scarlet Blade) è un film del 1963 diretto da John Gilling.

## Trama
Durante la guerra civile inglese, re Carlo I viene catturato dagli uomini del perfido colonnello Judd e del capitano Sylvester.
Un gruppo di uomini fedeli al sovrano tentano di liberarlo con l'aiuto di Claire, la figlia dello stesso Judd.